# Onze d'or hongrois

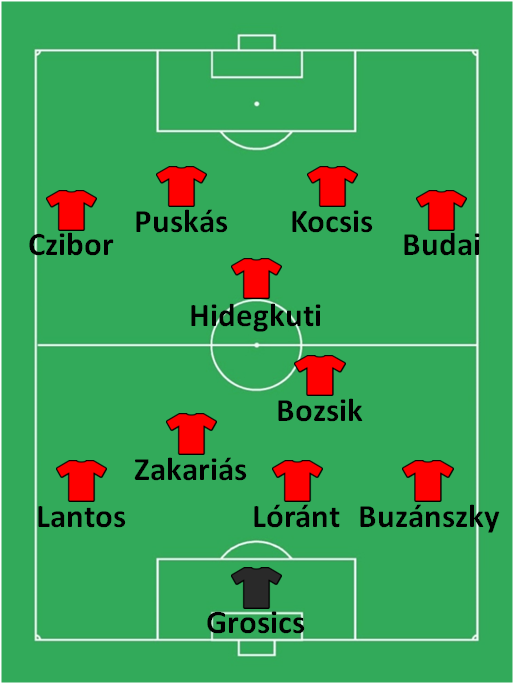
Le « Onze d'Or » de Gusztáv Sebes lors du match Angleterre-Hongrie de 1953.

L'appellation Onze d'or (hongrois : Aranycsapat) ou Équipe en or définit l'équipe nationale hongroise de football de la première moitié des années 1950, championne olympique en 1952 et finaliste malheureuse de la coupe du monde de football de 1954.
La période dorée de l’équipe a commencé au printemps 1950 pour prendre fin avec la révolution hongroise de 1956. L’équipe est à l’origine d’une véritable révolution tactique et technique dans le football en adoptant un placement plus fluide et en faisant entrer le jeu dans le monde contemporain. Son premier apport a été un nouveau placement sur le terrain en adoptant un schéma tactique en 4-2-4 et en pratiquant un football proche de celui pratiqué par les Néerlandais dans les années 1970 appelé football total. Après la chute de l’équipe hongroise, ce sont les Brésiliens qui reprendront le mieux cette organisation pour gagner les coupes du monde de 1958, 1962 et 1970.
Le onze d’or hongrois est l’une des équipes les plus compétentes techniquement de l’histoire. Leur moyenne de victoire par match, leur série de 31 matchs sans défaite, leur innovation tactique et leur participation à certains des matchs les plus marquants de l’histoire du football (en particulier la « Bataille de Berne » gagnée contre le Brésil et la finale perdue contre l'Allemagne de l'Ouest) en font une des équipes majeures du XXe siècle. Cette équipe détient le record historique du classement Elo des nations de football, devant l'Allemagne championne du monde en 2014 et l'équipe d'Angleterre de 1912.

## Historique
L'équipe prend forme fin 1949 sous l'impulsion de l'entraîneur Gusztáv Sebes, autour de joueurs tels József Bozsik, Zoltán Czibor, Gyula Grosics, Nándor Hidegkuti, Sándor Kocsis et Ferenc Puskás. Entre le 14 mai 1950 et le 4 juillet 1954, l'équipe sortit invaincue des 29 rencontres qu'elle disputa (record battu entre 1991 et 1993 par l'Argentine avec 40 rencontres).

Le « Onze d'or » connut sa première heure de gloire lors des Jeux olympiques d'été de 1952 à Helsinki. Ce fut la première occasion pour cette équipe, invaincue depuis deux ans, de sortir du bloc de l'Est pour un tournoi international. Après la victoire 2-0 en finale sur la Yougoslavie (le seul titre officiel de l'équipe), l'équipe hongroise fut invitée par la fédération anglaise pour un match amical à Wembley. Le 25 novembre 1953, la Hongrie devint la première nation du continent à battre l'équipe anglaise sur le sol anglais sur le score de 6-3 lors d'un match amical. Ce premier succès (retentissant) face à l'une des équipes des plus réputées inscrit le Onze d'or dans la légende mondiale.
Après un succès 7-1 lors de la revanche à Budapest en 1954, l'équipe hongroise partait comme le grand favori pour la coupe du monde qui avait lieu quelques mois plus tard en Suisse. Les joueurs hongrois se qualifièrent, non sans heurts, pour la finale avec quatre victoires en quatre matchs. Cette finale, perdue 3-2 face aux Allemands qu'ils avaient pourtant battus 8-3 au premier tour, fut la première défaite de l'équipe en quatre ans, laissant l'une des plus grandes équipes sans « couronne ».

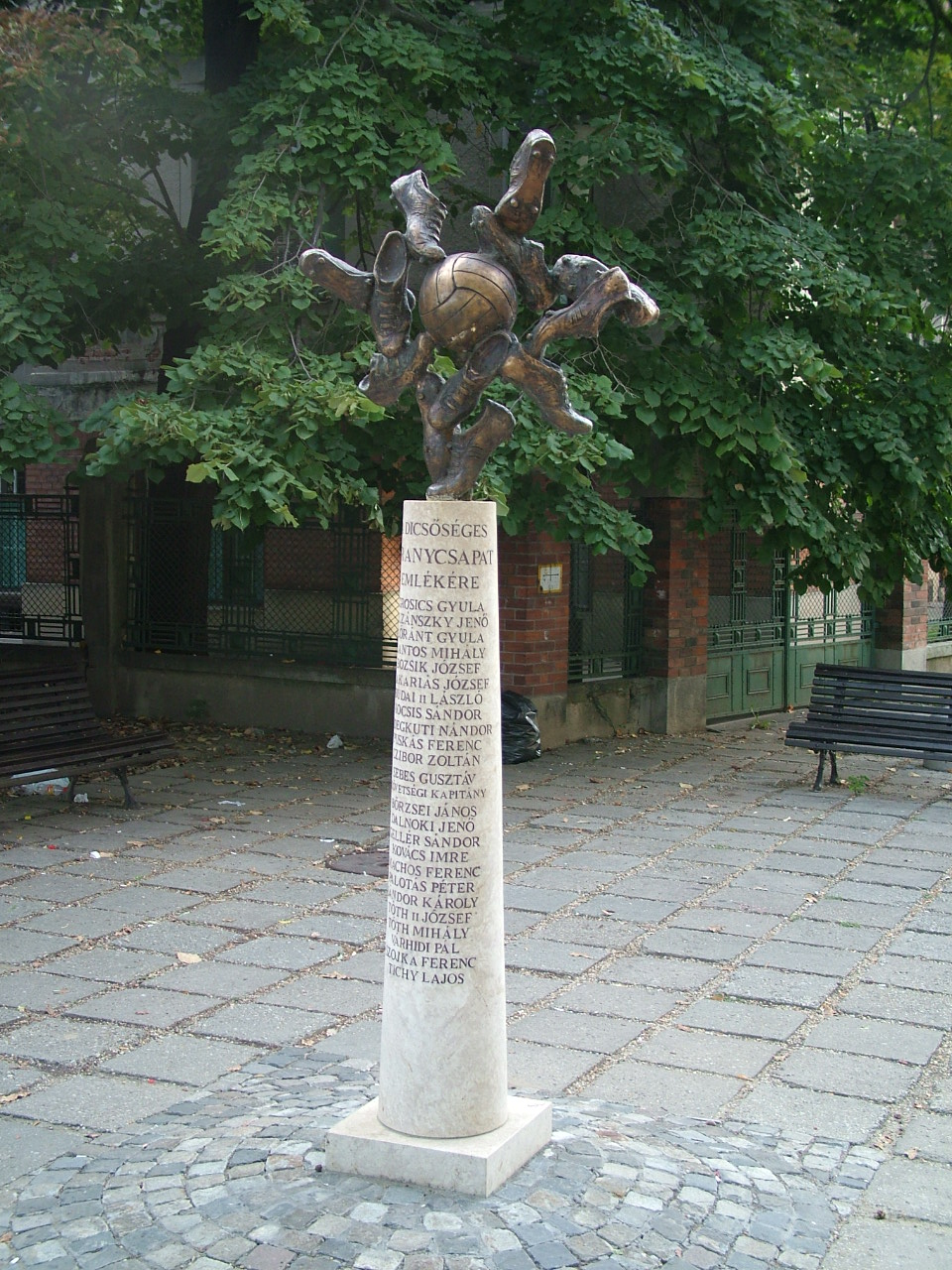
Sculpture dédiée au Onze d'or

Pour éviter des supporters déçus, les joueurs hongrois furent ramenés en discrétion en Hongrie. Les « coupables » pour cette défaite furent désignés (notamment le gardien Gyula Grosics), et le défunt Onze d'or continua malgré cela à bien jouer. L'équipe réalisa une série de 18 matches sans défaite ponctuée notamment par la première défaite infligée à l'URSS en Union soviétique avant de perdre contre la Turquie en 1956. La période de domination du Onze d'or s'achèvera cette même année pour des raisons politiques. Pendant l'écrasement de l'insurrection de Budapest en novembre 1956, la majeure partie de l'équipe était en déplacement pour un match de coupe d'Europe avec le Budapest Honvéd. À la suite des troubles, certains décidèrent de ne plus rentrer. Seuls quelques joueurs de talent et quelques jeunes espoirs réussirent à s'exiler mais l'équipe était démantelée. Puskás et Kocsis décidèrent de jouer respectivement au Real Madrid et au FC Barcelone et ne jouèrent plus jamais pour la Hongrie.
Malgré les succès de l'équipe, les grands matchs (comme les finales ou le match à Wembley) ne furent pas télévisés pour des raisons de propagande. Le service de propagande ne voulait pas d'images en direct pour éviter de montrer une défaite, montrant par la suite des images reconstituées et plus « adaptées ».

## Le Onze d'or hongrois
Avec la mort de Jenő Buzánszky le 11 janvier 2015, tous les membres de ce onze légendaire sont à présent décédés.
| Numéro | Nom              | Date de naissance | Sélections (buts) |
| ------ | ---------------- | ----------------- | ----------------- |
| 1      | Gyula Grosics    | 4 février 1926    | 86 (0)            |
| 2      | Jenő Buzánszky   | 4 mai 1925        | 48 (0)            |
| 3      | Gyula Lóránt     | 6 février 1923    | 37 (0)            |
| 4      | Mihály Lantos    | 29 septembre 1928 | 53 (5)            |
| 5      | József Bozsik    | 28 novembre 1925  | 101 (11)          |
| 6      | József Zakariás  | 25 mars 1924      | 35 (0)            |
| 16     | László Budai     | 19 juillet 1928   | 39 (10)           |
| 8      | Sándor Kocsis    | 23 septembre 1929 | 68 (75)           |
| 9      | Nándor Hidegkuti | 3 mars 1922       | 69 (39)           |
| 10     | Ferenc Puskás    | 2 avril 1927      | 85 (84)           |
| 11     | Zoltán Czibor    | 23 août 1929      | 43 (17)           |

Entraîneur : Gusztáv Sebes

## Les matchs du onze d'or
| Date              | Lieu       | Adversaire           | Score      | Compétition                    | Buteurs hongrois                                      | Affluence |
| ----------------- | ---------- | -------------------- | ---------- | ------------------------------ | ----------------------------------------------------- | --------- |
| 8 mai 1949        | Budapest   | Autriche             | 6–1        | Coupe internationale 1948-1953 | Puskás (3), Kocsis, Deák (2)                          | 50,000    |
| 12 juin 1949      | Budapest   | Italie               | 1–1        | Coupe internationale 1948-1953 | Deák                                                  | 47,000    |
| 19 juin 1949      | Stockholm  | Suède                | 2–2        | Match amical                   | Kocsis, Budai                                         | 38,000    |
| 10 juillet 1949   | Debrecen   | Pologne              | 8–2        | Match amical                   | Deák (4), Puskás (2), Egresi, Keszthelyi              | 30,000    |
| 16 octobre 1949   | Vienne     | Autriche             | 4–3        | Match amical                   | Deák (2), Puskás (2)                                  | 65,000    |
| 30 octobre 1949   | Budapest   | Bulgarie             | 5–0        | Match amical                   | Puskás (2), Deák, Budai, Rudas                        | 36,000    |
| 20 octobre 1949   | Budapest   | Suède                | 5–0        | Match amical                   | Kocsis (3) Puskás, Deák                               | 50,000    |
| 30 avril 1950     | Budapest   | Tchécoslovaquie      | 5–0        | Match amical                   | Kocsis (2) Puskás (2), Szilágyi                       | 47,000    |
| 14 mai 1950       | Vienne     | Autriche             | 3–5        | Match amical                   | Kocsis, Puskás, Szilágyi                              | 65,000    |
| 4 juin 1950       | Varsovie   | Pologne              | 5–2        | Match amical                   | Puskás (2), Szilágyi (3)                              | 60 000    |
| 24 septembre 1950 | Budapest   | Albanie              | 12–0       | Match amical                   | Puskás (4), Budai (3), Palotás (2), Kocsis (2)        | 38 000    |
| 29 octobre 1950   | Budapest   | Autriche             | 4–3        | Match amical                   | Puskás (2), Szilágyi                                  | 45 000    |
| 12 novembre 1950  | Sofia      | Bulgarie             | 1–1        | Match amical                   | Szilágyi                                              | 35 000    |
| 27 mai 1951       | Budapest   | Pologne              | 6–0        | Match amical                   | Kocsis (2), Kocsis, Puskás (2), Czibor                | 42 000    |
| 14 octobre 1951   | Ostrava    | Tchécoslovaquie      | 2–1        | Match amical                   | Kocsis (2)                                            | 45 000    |
| 18 novembre 1951  | Budapest   | Finlande             | 8–0        | Match amical                   | Hidegkuti (3), Kocsis (2), Czibor, Puskás (2)         | 40 000    |
| 18 mai 1952       | Budapest   | Allemagne de l'Est   | 5–0        | Match amical                   | Hidegkuti (2), Szusza, Kocsis, Sándor                 | 38 000    |
| 15 juin 1952      | Varsovie   | Pologne              | 5–1        | Match amical                   | Kocsis (2), Puskás (2), Hidegkuti                     | 50 000    |
| 22 juin 1952      | Helsinki   | Finlande             | 6–1        | Match amical                   | Puskás (2), Bozsik, Kocsis (3), Palotás               | 25 000    |
| 15 juillet 1952   | Turku      | Roumanie             | 2–1        | JO 1952                        | Czibor, Kocsis                                        | 14 000    |
| 21 juillet 1952   | Helsinki   | Italie               | 3–0        | JO 1952                        | Palotás (2), Kocsis                                   | 20 000    |
| 24 juillet 1952   | Kotka      | Turquie              | 7–1        | JO 1952                        | Palotás, Kocsis (2), Lantos, Puskás (2), Bozsik       | 20 000    |
| 28 juillet 1952   | Helsinki   | Suède                | 6–0        | JO 1952                        | Puskás, Palotás, Lindh (c.s.c), Kocsis (2), Hidegkuti | 35 000    |
| 2 août 1952       | Helsinki   | Yougoslavie          | 2–0        | JO 1952                        | Puskás, Czibor                                        | 60 000    |
| 20 septembre 1952 | Berne      | Suisse               | 4–2        | Coupe internationale 1948-1953 | Puskás (2), Kocsis, Hidegkuti                         | 30 000    |
| 19 octobre 1952   | Budapest   | Tchécoslovaquie      | 5–0        | Match amical                   | Hidegkuti, Egresi, Kocsis (3)                         | 48 000    |
| 26 avril 1953     | Budapest   | Autriche             | 1–1        | Match amical                   | Czibor                                                | 44 000    |
| 17 mai 1953       | Rome       | Italie               | 3–0        | Coupe internationale 1948-1953 | Hidegkuti, Puskás (2)                                 | 80 000    |
| 5 juillet 1953    | Stockholm  | Suède                | 4–2        | Match amical                   | Puskás, Budai, Kocsis, Hidegkuti                      | 40 000    |
| 4 octobre 1953    | Sofia      | Bulgarie             | 1–1        | Match amical                   | Szilágyi                                              | 45 000    |
| 4 octobre 1953    | Prague     | Tchécoslovaquie      | 5–1        | Match amical                   | Csordás (2), Hidegkuti, M. Tóth, Puskás               | 47 000    |
| 11 octobre 1953   | Vienne     | Autriche             | 3–2        | Match amical                   | Csordás, Hidegkuti (2)                                | 65 000    |
| 15 novembre 1953  | Budapest   | Suède                | 2–2        | Match amical                   | Palotás, Czibor                                       | 80 000    |
| 25 novembre 1953  | Londres    | Angleterre           | 6–3        | Match amical                   | Hidegkuti (3), Puskás (2), Bozsik                     | 100 000   |
| 12 février 1954   | Le Caire   | Égypte               | 3–0        | Match amical                   | Puskás (2), Hidegkuti                                 | 28 000    |
| 11 avril 1954     | Vienne     | Autriche             | 1–0        | Match amical                   | Happel (c.s.c)                                        | 65 000    |
| 23 mai 1954       | Budapest   | Angleterre           | 7–1        | Match amical                   | Lantos, Puskás (2), Kocsis (2), M. Tóth, Hidegkuti    | 92 000    |
| 17 juin 1954      | Zurich     | Corée du Sud         | 9–0        | Coupe du monde 1954            | Puskás (2), Lantos, Kocsis (3), Czibor, Palotás (2)   | 18 000    |
| 20 juin 1954      | Bâle       | Allemagne de l'Ouest | 8–3        | Coupe du monde 1954            | Kocsis (4), Puskás, Hidegkuti (2), J. Tóth            | 65 000    |
| 27 juin 1954      | Berne      | Brésil               | 4–2        | Coupe du monde 1954            | Hidegkuti, Kocsis (2), Lantos                         | 60 000    |
| 30 juin 1954      | Lausanne   | Uruguay              | 4–2 (a.p.) | Coupe du monde 1954            | Czibor, Hidegkuti, Kocsis (2)                         | 37 000    |
| 4 juillet 1954    | Berne      | Allemagne de l'Ouest | 2–3        | Coupe du monde 1954            | Puskás, Czibor                                        | 65 000    |
| 19 septembre 1954 | Budapest   | Roumanie             | 5–1        | Match amical                   | Kocsis (2), Hidegkuti (2), Budai                      | 93 000    |
| 26 septembre 1954 | Moscou     | Union soviétique     | 1–1        | Match amical                   | Kocsis                                                | 85 000    |
| 10 octobre 1954   | Budapest   | Suisse               | 3–0        | Match amical                   | Kocsis (2), Bozsik                                    | 94 000    |
| 24 octobre 1954   | Budapest   | Tchécoslovaquie      | 4–1        | Match amical                   | Kocsis (3), Sándor                                    | 93 000    |
| 14 novembre 1954  | Budapest   | Autriche             | 4–1        | Match amical                   | Kocsis, Czibor, Sándor, Palotás                       | 94 000    |
| 12 août 1954      | Glasgow    | Écosse               | 4–2        | Match amical                   | Kocsis, Hidegkuti, Bozsik, Sándor                     | 134 000   |
| 24 avril 1955     | Vienne     | Autriche             | 2–2        | Coupe internationale 1955-1960 | Hidegkuti, Fenyvesi                                   | 65 000    |
| 8 mai 1955        | Oslo       | Norvège              | 5–0        | Match amical                   | Puskás, Kocsis, Palotás (2), Tichy                    | 34 000    |
| 11 mai 1955       | Stockholm  | Suède                | 7–3        | Match amical                   | Puskás (2), Kocsis (3), Hidegkuti, Szojka             | 40 000    |
| 15 mai 1955       | Copenhague | Danemark             | 6–0        | Match amical                   | Kocsis (2), Sándor (3), Palotás                       | 41 000    |
| 19 mai 1955       | Helsinki   | Finlande             | 9–1        | Match amical                   | Palotás (3), Puskás, Tichy (2), Csordás (2), Tóth     | 30 000    |
| 29 mai 1955       | Budapest   | Écosse               | 3–1        | Match amical                   | Kocsis, Hidegkuti, Fenyvesi                           | 100 000   |
| 17 septembre 1955 | Budapest   | Suisse               | 5–4        | Coupe internationale 1955-1960 | Puskás (2), Kocsis, Machos (2)                        | 45 000    |
| 25 septembre 1955 | Budapest   | Union soviétique     | 1–1        | Match amical                   | Puskás                                                | 103 000   |
| 2 octobre 1955    | Prague     | Tchécoslovaquie      | 3–1        | Coupe internationale 1955-1960 | Kocsis, Tichy, Czibor                                 | 50 000    |
| 16 octobre 1955   | Budapest   | Autriche             | 6–1        | Coupe internationale 1955-1960 | Kocsis, Puskás, Czibor (2), Tichy, Tóth               | 104 000   |
| 13 novembre 1955  | Budapest   | Suède                | 4–2        | Match amical                   | Puskás, Tichy, Czibor (2)                             | 90 000    |
| 27 novembre 1955  | Budapest   | Italie               | 2–0        | Coupe internationale 1955-1960 | Puskás, Tóth                                          | 103 000   |
| 3 juin 1956       | Bruxelles  | Belgique             | 4–5        | Match amical                   | Puskás, Kocsis (2), Budai                             | 75 000    |
| 23 septembre 1956 | Moscou     | Union soviétique     | 1–0        | Match amical                   | Czibor                                                | 105 000   |

## Statistiques
Entre 1950 et 1956, le onze d'or a accumulé 42 victoires, 7 nuls et une défaite.